# Kim Reynolds
Pour les articles homonymes, voir Reynolds.
Kimberly Kay Reynolds, dite Kim Reynolds, née Strawn le 4 août 1959 à St. Charles (Iowa), est une femme politique américaine. Membre du Parti républicain, elle est gouverneur de l'Iowa depuis le 24 mai 2017, à la suite de la démission de Terry Branstad, sous lequel elle exerce la fonction de lieutenant-gouverneur à partir du 14 janvier 2011.

## Biographie

### Sénat de l'Iowa
Reynolds est élue au Sénat de l'Iowa pour le 48e district de l'État, situé dans le comté de Clarke, du 11 janvier 2009 au 12 novembre 2010. Durant son mandat, elle se prononce contre la légalisation du mariage homosexuel en Iowa, en dépit d'une décision de la Cour suprême de l'Iowa (en) allant en ce sens. Durant son mandat de gouverneur, elle estime cependant que le débat autour de la question est clos depuis l'arrêt fédéral Obergefell v. Hodges.

### Lieutenant-gouverneur de l'Iowa
À la suite des élections de 2010 et à partir de 2011, elle est lieutenant-gouverneur au côté du gouverneur Terry Branstad. Joni Ernst, future sénatrice fédérale de l'État, lui succède au Sénat de l'Iowa. Brandstad et Reynolds sont réélus lors des élections de 2014.

### Gouverneur de l'Iowa
Le 24 mai 2017, Branstad démissionne du fait de sa nomination par le président Donald Trump au poste d'ambassadeur des États-Unis en Chine. Reynolds devient dès lors gouverneur de l'Iowa.
Elle est la première femme à exercer la fonction et nomme Adam Gregg (en) au poste de lieutenant-gouverneur. Elle est candidate à un mandat complet lors des élections de novembre 2018 et fait face à l'homme d'affaires et candidat du Parti démocrate Fred Hubbell. Elle est élue au côté de Gregg avec 50,4 % des voix contre 47,4 % à Hubbell. Elle prête serment le 18 janvier 2019.
Lors de l'élection gouvernatoriale de 2022 en Iowa (en), elle est facilement réélue face à la démocrate Deidre DeJear et remporte 95 des 99 comtés de l'État.
En 2018, l'Assemblée générale de l'Iowa vote une loi (Fetal Heartbeat Law) proposée par Reynolds interdisant la possibilité d'avorter dans l'État 6 semaines après le début de la grossesse. La loi est jugée illégale par un tribunal de district en 2019 et n'entre jamais en vigueur. En 2022, après l'évolution de Roe v. Wade, Reynolds demande à la Cour suprême de l'Iowa d'infirmer le jugement du tribunal. Cependant, en juin 2023, la Cour suprême de l'Iowa confirme l'invalidité de cette loi (essentiellement pour des raisons de procédure). Le mois suivant, Reynolds convoque une session spéciale de l'Assemblée générale pour voter une loi interdisant l'avortement 6 semaines après le début de la grossesse (avec des exceptions dans le cas de fécondation par viol ou inceste, ou si le fœtus est anormal ou si la grossesse met la vie de la mère en danger). La loi est votée par l'Assemblée, très largement contrôlée par les républicains, et promulguée par Reynolds le même mois. Cette promulgation rassemble de nombreux médias et personnalités politiques républicaines en campagne dans l'État pour les primaires présidentielles de 2024 et fait de Reynolds l'une des figures les plus en vue du parti,,,.
Durant la gestion de la pandémie de Covid-19 dans l'Iowa, la gouverneure imposa la fermeture des écoles et des commerces au printemps mais jusqu'en novembre 2020 refusa d'imposer le port obligatoire du masque et un confinement généralisé,.
L'Iowa est l'État dans lequel se déroule le premier vote des primaires républicaines pour l'élection présidentielle à travers son caucus étatique. Traditionnellement, le gouverneur de l'Iowa et les élus nationaux de l'État n'expriment pas de préférence parmi les candidats en lice. Reynolds confirme qu'elle n'a pas l'intention de soutenir de candidat pour les primaires de 2024. Néanmoins, elle est présente à tous les passages de Ron DeSantis, candidat à l'investiture, dans l'État et se montre particulièrement chaleureuse à son égard. Elle a noué une relation proche avec DeSantis pendant la pandémie de Covid-19 où, tous deux gouverneurs républicains, luttaient contre l'État fédéral et les autorités de santé pour réduire les mesures de confinement. Certains analystes considèrent que si DeSantis est investi, Reynolds pourrait être sa candidate à la vice-présidence (DeSantis confirmant qu'il évaluerait la possibilité de faire de Reynolds sa candidate à la vice-présidence). Reynolds n'est pas aussi proche des autres candidats à l'investiture. Elle n'apparaît pas à un meeting de Trump, lui aussi candidat à l'investiture, auquel elle est pourtant invitée. Trump critique ouvertement Reynolds, rappelant qu'elle lui doit sa carrière politique (en particulier Trump a fait campagne en Iowa pour elle en 2018, ce qui a permis à Reynolds de l'emporter de peu face à Hubbell). Cette attaque ne semble pas plaire aux républicains de l'État car Reynolds y est très populaire,,,.
En avril 2025, elle annonce qu'elle ne sera pas candidate à un troisième mandat comme gouverneure lors des élections de mi-mandat de novembre 2026.